# Comostola nympha
Comostola nympha är en fjärilsart som beskrevs av Butler 1881. Comostola nympha ingår i släktet Comostola och familjen mätare. Inga underarter finns listade i Catalogue of Life.